# Jirō Atsumi
Jirō Atsumi (jap. 渥美 二郎, Atsumi Jirō; * 15. August 1952 in Adachi, Tōkyō als Toshio Atsumi (渥美 敏夫)) ist ein japanischer Enka-Sänger.
Seit jungen Jahren war Jirō Atsumi in seinem Geburtsort sowie in Kita-Senju tätig. Unter dem Bühnennamen Takeshi Atsumi (渥美 健) sang er das Titellied im von Tōei abgedrehten Film Champion of Death. Atsumi Jirō debütierte 1976 bei Sony Music Entertainment Japan mit dem Lied Kawaii Omae (可愛いおまえ, „Du bist niedlich“). Mit 2,8 Millionen verkauften Schallplatten wurde sein Lied Yumeoi Sake (夢追い酒, „Träume jagender Sake“) zum Schlager. 1989 wurde er mit Magenkrebs diagnostiziert, doch Jirō Atsumi überwand ihn. Seit 2001 ist er bei Nippon Columbia (von September 2002 bis Oktober 2010 bei Columbia Music Entertainment) registriert.

## Diskografie
1. 可愛いおまえ („Du bist niedlich“, 1976)
2. 夢追い酒 („Träume jagender Sake“, 1978)
3. 忘れてほしい („Ich will, dass du vergisst“, 1979)
4. いたわり („Freundlichkeit“, 1980)
5. 他人酒 („Sake eines anderen“, 1981) mit Umsatz mehr als 300.000 Stück[2]
6. 夢よもういちど („Traum noch einmal“, 1982)
7. 想い出のひと („Mensch, der sich erinnert“, 1983)
8. 釜山港へ帰れ („Rückkehr nach Pusan“, 1983) mit Umsatz von mehr als 700.000 Stück[2]
9. 北のものがたり („Nördliches Märchen“, 1984)
10. おまえとしあわせに („In Glück mit dir“, 1985)
11. ふたりの明日 („Der Morgen zweier“, 1991)
12. 浪花夜景 („Nächtlicher Blick in Naniwa“, 1993) mit Umsatz von mehr als 150.000 Stück[2]
13. 霧の港町 („Hafenstadt im Nebel“, 1999)
14. 男の航路 („Schiffsreise eines Mannes“. 2001)
15. おそい春 („Später Frühling“, 2003)
16. 哀愁 („Wehmut“, 2006)
17. 夢落葉 („Laub im Traum“, 2006)
18. 望郷波止場 („Kai des Heimwehs“, 2008)